# ETR 470
El ETR 470 es un tren italiano de alta velocidad producido por la empresa italiana Fiat Ferroviaria (actualmente Alstom) y las empresas suizas Schindler y Vevey Technologies. Actualmente, cinco de estos trenes prestan servicio en Grecia. Anteriormente prestaron servicio en Italia y también en Suiza, aunque sin demasiado éxito. 
Es un derivado del tren ETR 460 que mantiene su característica principal de bascular en las curvas para compensar la fuerza centrífuga y poder tomarlas a mayor velocidad y que incorpora importantes modificaciones en las partes eléctrica y electrónica.
Es parte de la denominada tercera generación de Pendolinos.

## Características
El ETR 470 está equipado con pantógrafos y equipamiento eléctrico bitensión, apto para funcionar en la red italiana (3 kV de corriente continua) y en las redes suiza y alemana  (15 kV / 16,3 Hz de corriente alterna).
Todos los trenes disponen de tres coches de primera clase, cinco de segunda clase y un coche restaurante, con un total de 475 plazas. Los coches de primera clase disponen asimismo de tomacorrientes en cada asiento.

## Historia
Todos los ETR 470 fabricados fueron parte de la flota de la operadora ferroviaria italo-suiza Cisalpino. Han sido construidos especialmente para poder prestar servicio entre Italia, Suiza y Alemania. 
Se han fabricado 9 trenes de nueve coches cada uno y un prototipo de tres vagones ("Tren 0") que nunca fue utilizado para servicios comerciales, por Fiat Ferroviaria (fabricante del ETR 460 del cual deriva) en colaboración con las empresas suizas Schindler y Vevey Technologies. 
La entrega del último tren de la serie se produjo el 9 de julio de 1997.
Tras la disolución de Cisalpino se dividieron entre SBB (4 unidades) y Trenitalia (5 unidades). En Italia, los ETR 470 se utilizaron sobre todo en servicios Frecciabianca. SBB tenía previsto retirar sus cuatro unidades a más tardar en 2014.
A causa de una serie de fallas mecánicas, estos trenes no fueron muy bien recibidos en Suiza. El coste del mantenimiento fue cuatro veces mayor que el de los ICN y finalmente se tomó la decisión de retirarlos  después de que una unidad se incendió el 17 de mayo de 2009, cerca de la localidad de Ambrì. Tras varios intentos fallidos de vender los trenes por parte de SBB, tres unidades fueron desguazadas en 2015. El ETR 470 009, propiedad de SBB, fue arrendado a Trenitalia el 31 de marzo de 2017, después de que un ETR 610 italiano sufriera graves daños en un accidente (descarrilamiento) en Lucerna el 22 de marzo de 2017.
En 2019, se tomó la decisión de trasladar estas unidades a Grecia para que presten servicio en la ruta Atenas-Thessaloniki. Los trenes fueron llegando a Grecia entre 2021 y 2022 tras una serie de retrasos, y empiezan a prestar servicios desde el 15 de mayo de 2022.

## Véase también

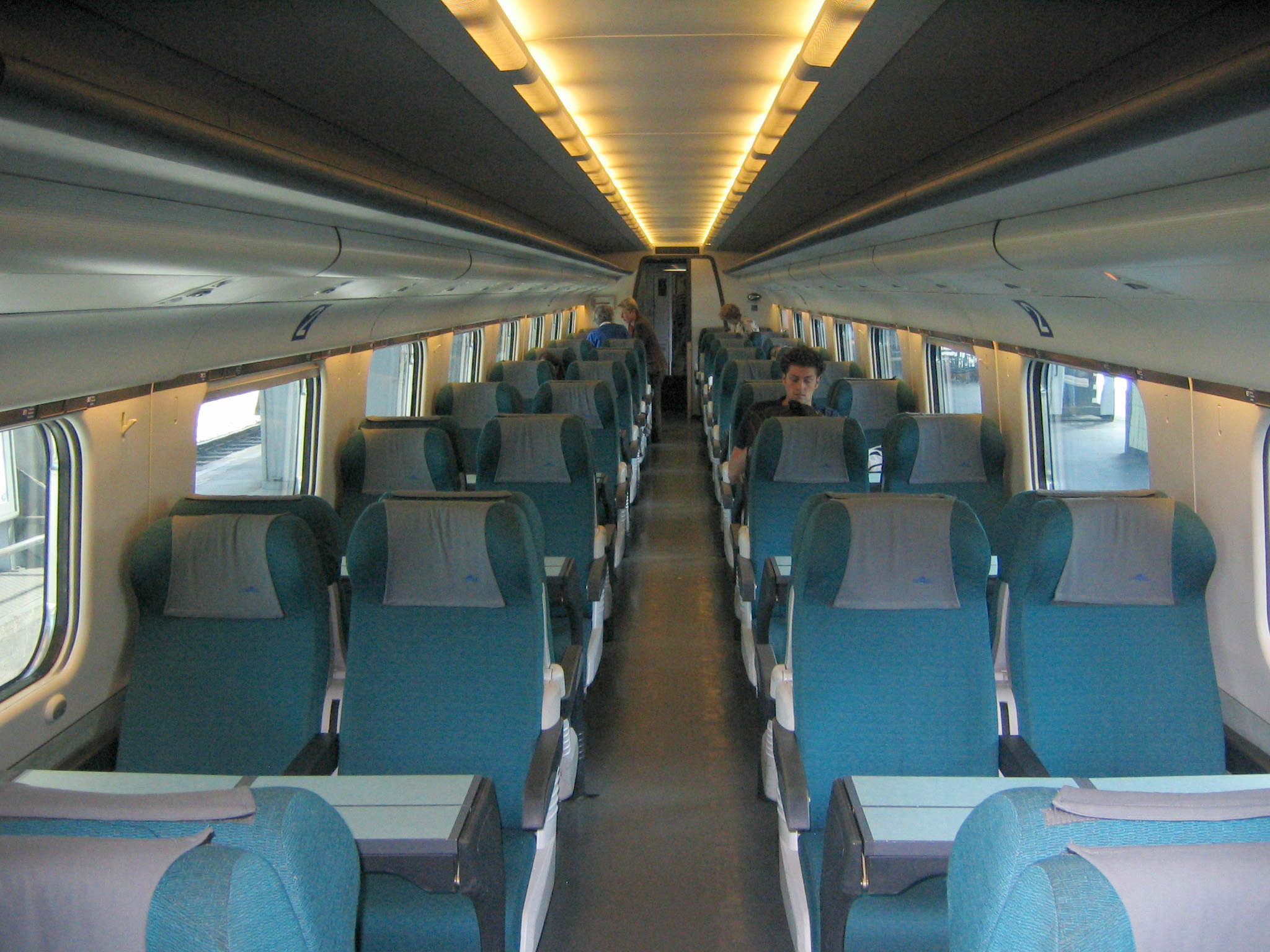
Interior de un ETR 470.